# Ken Keller
William Kenneth Keller, detto Ken (Brooklyn, 16 agosto 1922 – New York, 24 febbraio 1983), è stato un cestista statunitense, professionista nella BAA, nella PBLA e nella ABL.